# Novacella
Novacella (Neustift in tedesco) è una frazione del comune di Varna, nella Provincia autonoma di Bolzano. Fino al 1929 ha costituito un comune autonomo.

## Storia
Novacella è stato sino alla fine degli anni venti un comune autonomo poi è divenuto frazione del comune di Varna.

## Monumenti e luoghi d'interesse
- Abbazia di Novacella
- Chiesa di Santa Margherita (Pfarrkirche St. Margareth)